# Vol Si Fly 3275
Le 12 novembre 1999, un ATR 42-300 assurant le vol Si Fly 3275, un vol charter international assuré par la compagnie italienne Si Fly, pour le compte des Nations unies, entre l'aéroport Léonard-de-Vinci de Rome Fiumicino, en Italie, et l'aéroport international de Pristina, au Kosovo, s'écrase contre une colline lors de son approche sur Pristina. Avec 24 morts, cet accident reste la catastrophe aérienne la plus meurtrière de l'histoire du Kosovo.

## Avion
L'appareil impliqué est un ATR 42-312, immatriculé F-OHFV. Il a été livré à Simmons Airlines (en) et American Eagle, puis en 1999, il a été loué à Si Fly.
Lors de sa livraison à Si Fly, l'avion totalisait plus de 24 000 heures de vol. Selon le carnet d'entretien technique, il avait été correctement entretenu et aucun défaut n'a été enregistré sur l'avion.

## Enquête
L'enquête a attribué les causes de l'accident à plusieurs facteurs. L'équipage éprouvait de la fatigue en raison de son planning de vol chargé, et n'a pas exécuté la procédure d'approche appropriée vers Pristina, située dans une région montagneuse et avec une visibilité réduite en raison de la météo. 
Le personnel du contrôle aérien en service a accidentellement oublié de suivre le vol pendant la phase d'approche et n'a pas prêté suffisamment d'attention lors du guidage radar vers l'aéroport. 
En raison de ces problèmes, combinés à un avertisseur de proximité du sol (GPWS) défectueux à la suite de la décision de la compagnie de reporter cette modification sur l'appareil, les pilotes ne sont pas parvenus à manœuvrer l'avion correctement lors de l'approche, et celui-ci s'est finalement écrasé sur la montagne, à quinze mètres de son sommet.